# 喬治·里德 (澳洲政治人物)
喬治·里德爵士，GCMG，OC，KC（英語：Sir  George Reid，1845年2月25日—1918年9月12日），原名喬治·胡斯頓·里德（英語：George Houstoun Reid）是新南威爾斯第12任總督、第4任澳洲總理。
喬治·里德是新南威爾斯自由貿易黨最後一位黨魁。

## 傳記
喬治·里德在1845年2月25日生於蘇格蘭倫弗魯郡約翰斯顿，父親是蘇格蘭教會高層，在1852年他們舉家移民至澳洲維多利亞州。

## 相片集

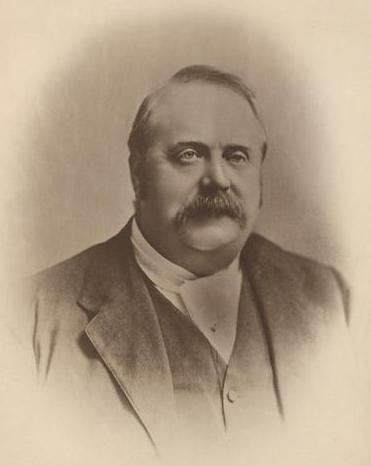
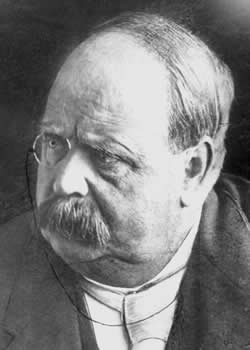
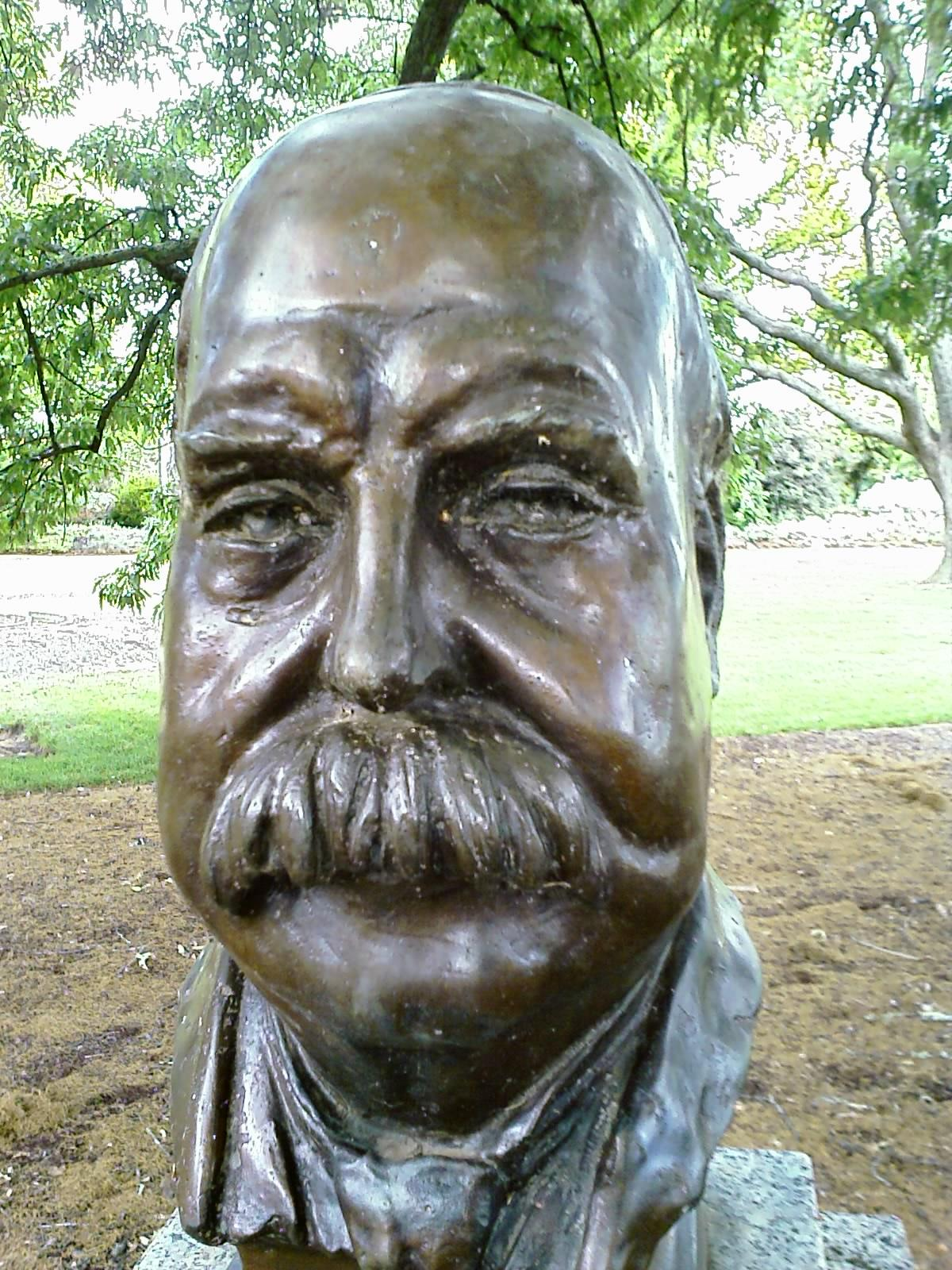